# Сиккативы
Сиккативы (от лат. siccativus — высушивающий) — вспомогательные вещества, которые вводятся в масляные краски для ускорения процесса «высыхания». Химически являются катализаторами окислительной полимеризации растительных масел. В качестве сиккативов могут использоваться соли кобальта, марганца, циркония, бария, свинца, кальция и другие.

## Классификация
Сиккативы по механизму действия разделяются на два класса: первичные, или истинные сиккативы, и вспомогательные (промоторы), оказывающие активирующее влияние на первичные сиккативы. Промоторы способствуют равномерному высыханию покрытия по толщине и повышают стабильность истинных сиккативов.
Истинные сиккативы представляют собой соли карбоновых кислот переходных металлов, таких как кобальт, марганец, свинец, существующих в двух валентных состояниях.
К промоторам относят соли кальция, бария, цинка, циркония. Механизм действия промоторов состоит в том, что, являясь сильными основаниями, они более активно вступают во взаимодействие с карбоксильными группами алкидных олигоэфиров, исключая взаимодействие с ними солей металлов, входящих в состав сиккативов.

## Состав
В качестве сиккативов обычно используют растворимые в масле и органических растворителях соединения некоторых переходных и непереходных металлов, главным образом соли монокарбоновых кислот (мыла) с общей формулой (RCOO)xM, где М — Со, Mn, V, Fe, Pb, Zn, Zr, Се и другие металлы в низшей степени окисления. R — алифатический или алициклический заместитель.
Наиболее распространены мыла 2-этилгексановой, 2-этилгептановой, нафтеновых, синтетических жирных (фракция С7-С9) кислот, высших карбоновых кислот изостроения. Реже применяют мыла насыщенных кислот растительных масел, таллового масла (таллаты), канифоли (резинаты).
Кроме мыл в качестве сиккативов могут быть использованы другие металлсодержащие комплексы — хелаты, металлоцены. карбонильные комплексы, ацетилацетонаты, производные фенантролина, а также некоторые органические соединения, не содержащие металла, например диарилхиноксалины, диарилфеназины.
В промышленности сиккативы выпускают главным образом в виде растворов в летучих органических растворителях (уайт-спирите, изопропиловом спирте, лёгких парафинах), что обусловлено удобством их дозировки и лёгкостью смешения с другими компонентами лаков и красок. Иногда сикативы выпускают в виде паст и порошков.
В лакокрасочные материалы сиккативы обычно вводят в виде двух- или трёхкомпонентных смесей, содержащих соль переходного (Со, Мn, V и др.) и непереходного (Рb, Са и др.) металла. Количество вводимого металла определяется его активностью, а подбор комбинаций металлов — их синергетическим действием. Наиболее распространены системы Co-Pb, Co-Zn, Mn-Pb, Mn-Zn, Co-Zr, Mn-Zr, Pb-Mn-Co, Co-Mn-Zn, Co-Mn-Pb.

## Механизм действия
Сиккативы способствуют переносу (транспорту) О2 воздуха в плёнкообразователь. При этом О2 взаимодействует с метиленовыми группами, находящимися в α-положении к двойным связям ненасыщенных кислот, с образованием гидропероксидов ROOH. В этом процессе активны соли переходных (Со, Мn) и непереходных (Рb, Са) металлов (менее активны Ni и Сu). На стадии инициирования радикальной полимеризации переходные металлы участвуют в распаде гидропероксидов с образованием радикалов.
Помимо каталитического действия сиккативы улучшают механические и защитные свойства покрытия, увеличивают их гидрофобность и коррозионностойкость, являются пластификаторами и модификаторами. Сиккативы на основе Со в сочетании со щелочными мылами обеспечивают отверждение водоразбавляемых лакокрасочных материалов. Некоторые соединения — шиффовы основания, амины, азины, гидразин, NH3 и др. — промотируют действие сиккативов.

## Получение
В промышленности сиккативы получают двумя способами. Наиболее распространён способ осаждения, основанный на обменной реакции, протекающей в водном растворе между солью металла (сульфат, нитрат, ацетат, карбонат) и щелочным мылом соответствующей кислоты. Способ не требует нагрева до высокой температуры и приводит к образованию сиккатива высокого качества. Другой способ производства — сплавление оксидов, гидроксидов или солей (карбонатов, ацетатов) металла с кислотами при 320—360 °С, иногда в присутствии растворителя для удаления реакционной воды.
Сиккативы получают также непосредственным растворением тонкоизмельчённых металлов в нагретых кислотах или используют электрохимические методы.

## Применение
В применяемые в живописи масляные краски и употребляемые для их приготовления масла сиккативы вводить не следует, так как они являются причиной потемнения красочного слоя и, кроме того, они, в некоторых случаях, неблагоприятно действуют на красочные пигменты и изменяют их первоначальный цвет.

## См.также
- 2-Этилгексаноат марганца
- 2-Этилгексаноат свинца(II)